# Société nationale d'électrolyse et de pétrochimie
La SNEP ou Société nationale d'électrolyse et de pétrochimie est une entreprise marocaine créée en 1973 sous forme de société nationale à gestion privée, elle a commencé sa production en 1977 avant d'être rachetée par le groupe Ynna Holding en 1993.
Située à Mohammedia, certifiée ISO 9001 Version 2000, cette vaste industrie pétrochimique emploie aujourd'hui 470 permanents, dont 30 cadres ingénieurs et 120 agents de maîtrise. SNEP est par ailleurs à l'origine de la création de plusieurs autres filiales du groupe Ynna Holding (Accord profil, Plastumar, Houda plastique, Dar plastique).
Elle a été à l’origine du développement de l’industrie de transformation des matières plastiques au Maroc et reste le leader sur au nord d'Afrique. Producteur de PVC, Compounds, de soude, de chlore, d'eau de javel et d’acide chlorhydrique, la Société nationale d'électrolyse et de pétrochimie est le seul producteur national de matière plastique.